# 1985-1986シーズンのNBA
1985-1986シーズンのNBAは、NBAの40回目のシーズンである。

## シーズン前

### ロッタリー制の導入
当時ドラフト全体1位指名権は各カンファレンスの最下位チーム同士によるコインリップで決められ、以下の順位は下位チーム順に決められていた。しかし低迷中のチームの中に故意に負けることで高順位指名権を得ようとする動きが頻発し、特にヒューストン・ロケッツはあからさまに負け続け、2年連続で1位指名権を獲得していた。そして前季のアキーム・オラジュワンに続き、この年のドラフト候補生にもパトリック・ユーイングという逸材が居た為、彼の獲得を狙うチームの間でまたもや敗北合戦が繰り広げられた。事態を憂慮した協会はこの年からコインリップ制を廃止し、プレーオフ不出場チームによる抽選（ロッタリー）で指名順を決めるロッタリー制導入に踏み切った。
ロッタリー制が導入された最初のドラフトである1985年のNBAドラフトでは、プレーオフ不出場の7チームによって抽選が行われた。前季のリーグ最下位チームはゴールデンステート・ウォリアーズだったが、ユーイングを指名できる権利を獲得した幸運のチームはワースト3位のニューヨーク・ニックスだった。ウォリアーズは7位指名権だった。ユーイングという逸材が人気チームのニックスに入団する結果となったため、この抽選は仕組まれたものという逸話も生まれた。
1984年のNBAドラフトに引き続き、この年も豊作のドラフトとなった。ユーイングのほか、13位指名を受けてユタ・ジャズに入団したカール・マローン、18位指名を受けてデトロイト・ピストンズに入団したジョー・デュマースは1990年代を代表する選手となった。ほか、ウェイマン・ティスデイル、ベノイト・ベンジャミン、ゼイビア・マクダニエル、ジョン・コンカック、ジョー・クライン、クリス・マリン、チャールズ・オークリー、エド・ピンクニー、ブレア・ラスムッセン、ビル・ウィニントン、サム・ビンセント、テリー・キャトリッジ、A.C.グリーン、テリー・ポーター、マヌート・ボル、タイロン・コービン、ジョン・ホットロッド・ウィリアムズ、ジェラルド・ウィルキンス、サム・ミッチェル、マイケル・アダムス、マイク・ブラウン、スパッド・ウェブ、ジョン・バトル、マリオ・エリーらが指名を受けている。
またこの年のドラフトからNBAにも国際化の兆しが見え始めた。これまでNBAでプレイした海外出身選手の多くはカナダやラテンアメリカ出身の選手だったが、この年のドラフトではヨーロッパ出身の選手が2巡目以内に3人が指名を受けている。特に西ドイツ出身のデトレフ・シュレンプは、ヨーロッパ出身NBA選手の草分け的存在となった。また、アルヴィーダス・サボニスが一度目の指名を受けている。
オールスターにはP・ユーイング、X・マクダニエル、C・マリン、D・シュレンプ、C・オークリー、K・マローン、J・デュマース、A・C・グリーン、T・ポーター、M・アダムスの10人が選ばれている。

### その他
- ミズーリ州カンザスシティに本拠地を置いていたカンザスシティ・キングスは、カリフォルニア州サクラメントに本拠地を移し、サクラメント・キングスと改称した。

## シーズン

### オールスター
- 開催日：2月9日
- 開催地：ダラス
- オールスターゲーム　イースト 139－132 ウエスト
- MVP：アイザイア・トーマス　（デトロイト・ピストンズ）
- スラムダンクコンテスト優勝：スパッド・ウェブ　（アトランタ・ホークス）
- スリーポイント・シュートアウト：ラリー・バード　（ボストン・セルティックス）

※スリーポイント・シュートアウトが初開催される。またスパッド・ウェッブはダンクコンテスト史上最も身長の低い優勝者となった。

### イースタン・カンファレンス
| Team                     | W  | L  | PCT. | GB |
| ------------------------ | -- | -- | ---- | -- |
| ボストン・セルティックス | 67 | 15 | .817 | -  |
| フィラデルフィア・76ers  | 54 | 28 | .659 | 13 |
| ニュージャージー・ネッツ | 39 | 43 | .476 | 28 |
| ワシントン・ブレッツ     | 39 | 43 | .476 | 28 |
| ニューヨーク・ニックス   | 23 | 59 | .280 | 44 |

| Team                           | W  | L  | PCT. | GB |
| ------------------------------ | -- | -- | ---- | -- |
| ミルウォーキー・バックス       | 57 | 25 | .695 | -  |
| アトランタ・ホークス           | 50 | 32 | .610 | 7  |
| デトロイト・ピストンズ         | 46 | 36 | .561 | 11 |
| シカゴ・ブルズ                 | 30 | 52 | .366 | 27 |
| クリーブランド・キャバリアーズ | 29 | 53 | .354 | 28 |
| インディアナ・ペイサーズ       | 26 | 56 | .317 | 31 |

### ウエスタン・カンファレンス
| Team                     | W  | L  | PCT. | GB |
| ------------------------ | -- | -- | ---- | -- |
| ヒューストン・ロケッツ   | 51 | 31 | .622 | -  |
| デンバー・ナゲッツ       | 47 | 35 | .573 | 4  |
| ダラス・マーベリックス   | 44 | 38 | .537 | 7  |
| ユタ・ジャズ             | 42 | 40 | .512 | 9  |
| サクラメント・キングス   | 37 | 45 | .451 | 14 |
| サンアントニオ・スパーズ | 35 | 47 | .427 | 16 |

| Team                               | W  | L  | PCT. | GB |
| ---------------------------------- | -- | -- | ---- | -- |
| ロサンゼルス・レイカーズ           | 62 | 20 | .756 | -  |
| ポートランド・トレイルブレイザーズ | 40 | 42 | .488 | 22 |
| ロサンゼルス・クリッパーズ         | 32 | 50 | .390 | 30 |
| フェニックス・サンズ               | 32 | 50 | .390 | 30 |
| シアトル・スーパーソニックス       | 31 | 51 | .378 | 31 |
| ゴールデンステート・ウォリアーズ   | 30 | 52 | .366 | 32 |

### スタッツリーダー
| 部門       | 選手                     | チーム                   | AVG  |
| ---------- | ------------------------ | ------------------------ | ---- |
| 得点       | ドミニク・ウィルキンス   | アトランタ・ホークス     | 30.3 |
| リバウンド | ビル・レインビア         | デトロイト・ピストンズ   | 13.1 |
| アシスト   | マジック・ジョンソン     | ロサンゼルス・レイカーズ | 12.6 |
| スティール | アルヴィン・ロバートソン | サンアントニオ・スパーズ | 3.7  |
| ブロック   | マヌート・ボル           | ニュージャージー・ネッツ | 5.0  |
| FG%        | スティーブ・ジョンソン   | サンアントニオ・スパーズ | 63.2 |
| FT%        | ラリー・バード           | ボストン・セルティックス | 89.6 |
| 3FG%       | クレイグ・ホッジス       | ミルウォーキー・バックス | 45.1 |

### 各賞
- 最優秀選手: ラリー・バード, ボストン・セルティックス
- ルーキー・オブ・ザ・イヤー：パトリック・ユーイング, ニューヨーク・ニックス
- 最優秀守備選手賞: アルヴィン・ロバートソン, サンアントニオ・スパーズ
- シックスマン賞: ビル・ウォルトン, ボストン・セルティックス
- MIP: アルヴィン・ロバートソン, サンアントニオ・スパーズ
- 最優秀コーチ賞: マイク・フラテロ, アトランタ・ホークス
- All-NBA First Team:
  - F - ラリー・バード, ボストン・セルティックス
  - F - ドミニク・ウィルキンス, アトランタ・ホークス
  - C - カリーム・アブドゥル＝ジャバー, ロサンゼルス・レイカーズ
  - G - アイザイア・トーマス, デトロイト・ピストンズ
  - G - マジック・ジョンソン, ロサンゼルス・レイカーズ
- All-NBA Second Team:
  - F - チャールズ・バークレー, フィラデルフィア・76ers
  - F - アレックス・イングリッシュ, デンバー・ナゲッツ
  - C - アキーム・オラジュワン, ヒューストン・ロケッツ
  - G - シドニー・モンクリーフ, ミルウォーキー・バックス
  - G - アルヴィン・ロバートソン, サンアントニオ・スパーズ
- All-NBA Rookie Team:
  - ジョー・デュマース, デトロイト・ピストンズ
  - チャールズ・オークリー, シカゴ・ブルズ
  - パトリック・ユーイング, ニューヨーク・ニックス
  - ゼイビア・マクダニエル, シアトル・スーパーソニックス
  - カール・マローン, ユタ・ジャズ
- NBA All-Defensive First Team:
  - シドニー・モンクリーフ, ミルウォーキー・バックス
  - ポール・プリシー, ミルウォーキー・バックス
  - マーク・イートン, ユタ・ジャズ
  - ケビン・マクヘイル, ボストン・セルティックス
  - モーリス・チークス, フィラデルフィア・76ers
- NBA All-Defensive Second Team:
  - マイケル・クーパー, ロサンゼルス・レイカーズ
  - ビル・ハンズリック, デンバー・ナゲッツ
  - マヌート・ボル, ワシントン・ブレッツ
  - アルヴィン・ロバートソン, サンアントニオ・スパーズ
  - デニス・ジョンソン, ボストン・セルティックス

### 史上最高のフロントライン
前季リーグトップの勝率を収めながらも、ファイナルで宿敵ロサンゼルス・レイカーズの前に敗れたボストン・セルティックスは、新シーズンを控えて思い切ったトレードを行った。元ファイナルMVPのセドリック・マックスウェルをロサンゼルス・クリッパーズに送り、ビル・ウォルトンを獲得したのである。
70年代後半のポートランド・トレイルブレイザーズで絶大な支持を受けチームを優勝に導いたウォルトンも、1978年に負った足の骨折を機に満足に試合に出ることすら叶わず、クリッパーズ時代の4年間では全試合の半分近くを欠場していた。マックスウェルも故障持ちだったが、ウォルトンはそれに輪を掛けた怪我の見本市であり、戦力として計算しづらい彼の獲得は、セルティックスにとって一種の賭けだった。
そしてセルティックスはこの賭けに勝った。ウォルトンはこのシーズンキャリア初となる80試合に出場し、シーズンを戦い抜いたのである。マックスウェルが移籍したことでマクヘイルが先発パワーフォワードに昇格し、センターのパリッシュ、パワーフォワードのマクヘイル、スモールフォワードのラリー・バード、控えのウォルトンという事実上のビック4で強力なフロントラインが完成した。この陣容はしばしば"史上最高のフロントライン"に挙げられており、彼らに優秀なディフェンダーで勝負強さも兼ね備えたデニス・ジョンソン、シューターで攻撃的な性格で知られるダニー・エインジらを加えたこのシーズンのセルティックスは、無類の強さでリーグを席巻した。
このシーズン67勝を記録したセルティックスだが特にホームでは異常なまでに強く、ボストン・ガーデンでの試合は40勝1敗、勝率.976という高勝率を誇った。ホームで1度しか負けるところを見なかった地元ファンは、彼らを"史上最強のチーム"と呼んだ。ちなみにガーデンで唯一セルティックスを破ったのは、ウォルトンの古巣であるトレイルブレイザーズだった。3年連続リーグトップの勝率を収めたセルティックスは、バードが5部門でリーグトップ10に入る25.8得点9.8得点2.02スティール、フリースロー成功率89.6%、スリーポイントシュート成功率42.3%を記録し、史上3人目となる3年連続MVPを獲得した。このシーズンはバードの絶頂期と言われている。またウォルトンはシックスマン賞を受賞し、MVPとシックスマン賞を獲得した史上初の選手となった。

### シーズン概要
- セルティックス同様ロサンゼルス・レイカーズもオフにチームの改造を行った。ボブ・マカドゥーとジャマール・ウィルクスという、80年代前半のレイカーズを支えてきたベテラン2人を同時に放出し、かわりにモーリス・ルーカスと新人のA・C・グリーンを獲得。このシーズンも2位以下を大きく引き離すカンファレンストップの62勝を記録した。
- アトランタ・ホークスは6シーズンぶりに50勝を達成し、1シーズンを挟んでプレーオフにも復帰した。30.3得点を記録して得点王に輝いたドミニク・ウィルキンスをはじめ、ドック・リバース、ケビン・ウィリスら若手選手が主力を担うようになった。当時イースタンはセルティックス、ミルウォーキー・バックス、フィラデルフィア・76ersの3強時代が続いていたが、ホークスはその3強に割って入る存在となった。
- 前季リーグに一大旋風を巻き起こしたマイケル・ジョーダンは足の骨折で64試合を欠場。シカゴ・ブルズは30勝52敗に終わったが、この成績でもプレーオフには進出した。ジョーダンもプレーオフには間に合った。
- 鳴り物入りでニューヨーク・ニックスに入団したパトリック・ユーイングは32試合を欠場したものの、20.0得点9.0リバウンドを記録し、新人王を獲得。しかしチームは勝率を伸ばす所か前季を下回る23勝だった。以後チームも自身も伸び悩みのシーズンが続き、ユーイングは辛辣なニューヨークのマスコミによる非難に耐える日々が続く。
- フェニックス・サンズは7シーズンぶりにプレーオフ進出を逃す。
- ミッドウエスト・デビジョンは全チームがプレーオフに出場した。

## プレーオフ・ファイナル
|  | ファースト ラウンド        | ファースト ラウンド  | ファースト ラウンド |   |                | カンファレンス セミファイナル | カンファレンス セミファイナル | カンファレンス セミファイナル |  |   | カンファレンス ファイナル | カンファレンス ファイナル | カンファレンス ファイナル |  |    | NBAファイナル | NBAファイナル | NBAファイナル |
|  |                            |                      |                     |   |                |                               |                               |                               |  |   |                           |                           |                           |  |    |               |               |               |
|  | 1                          | レイカーズ           | 3                   |   |                |                               |                               |                               |  |   |                           |                           |                           |  |    |               |               |               |
|  | 8                          | スパーズ             | 0                   |   |                |                               |                               |                               |  |   |                           |                           |                           |  |    |               |               |               |
|  | 8                          | スパーズ             | 0                   |   | 1              | レイカーズ                    | 4                             |                               |  |   |                           |                           |                           |  |    |               |               |               |
|  |                            |                      |                     |   | 1              | レイカーズ                    | 4                             |                               |  |   |                           |                           |                           |  |    |               |               |               |
|  |                            | 4                    | マーベリックス      | 2 |                |                               |                               |                               |  |   |                           |                           |                           |  |    |               |               |               |
|  | 4                          | 4                    | マーベリックス      | 2 | マーベリックス | 3                             |                               |                               |  |   |                           |                           |                           |  |    |               |               |               |
|  | 4                          |                      |                     |   | マーベリックス | 3                             |                               |                               |  |   |                           |                           |                           |  |    |               |               |               |
|  | 5                          | ジャズ               | 1                   |   |                |                               |                               |                               |  |   |                           |                           |                           |  |    |               |               |               |
|  | 5                          | ジャズ               | 1                   |   |                |                               |                               |                               |  | 1 | レイカーズ                | 1                         |                           |  |    |               |               |               |
|  | イースタン・カンファレンス |                      |                     |   |                |                               |                               |                               |  | 1 | レイカーズ                | 1                         |                           |  |    |               |               |               |
|  |                            | 2                    | ロケッツ            | 4 |                |                               |                               |                               |  |   |                           |                           |                           |  |    |               |               |               |
|  | 3                          | 2                    | ロケッツ            | 4 | ナゲッツ       | 3                             |                               |                               |  |   |                           |                           |                           |  |    |               |               |               |
|  | 3                          |                      |                     |   | ナゲッツ       | 3                             |                               |                               |  |   |                           |                           |                           |  |    |               |               |               |
|  | 6                          | トレイルブレイザーズ | 1                   |   |                |                               |                               |                               |  |   |                           |                           |                           |  |    |               |               |               |
|  | 6                          | トレイルブレイザーズ | 1                   |   | 3              | ナゲッツ                      | 2                             |                               |  |   |                           |                           |                           |  |    |               |               |               |
|  |                            |                      |                     |   | 3              | ナゲッツ                      | 2                             |                               |  |   |                           |                           |                           |  |    |               |               |               |
|  |                            | 2                    | ロケッツ            | 4 |                |                               |                               |                               |  |   |                           |                           |                           |  |    |               |               |               |
|  | 2                          | 2                    | ロケッツ            | 4 | ロケッツ       | 3                             |                               |                               |  |   |                           |                           |                           |  |    |               |               |               |
|  | 2                          |                      |                     |   | ロケッツ       | 3                             |                               |                               |  |   |                           |                           |                           |  |    |               |               |               |
|  | 7                          | キングス             | 0                   |   |                |                               |                               |                               |  |   |                           |                           |                           |  |    |               |               |               |
|  | 7                          | キングス             | 0                   |   |                |                               |                               |                               |  |   |                           |                           |                           |  | W2 | ロケッツ      | 2             |               |
|  |                            |                      |                     |   |                |                               |                               |                               |  |   |                           |                           |                           |  | W2 | ロケッツ      | 2             |               |
|  |                            | E1                   | セルティックス      | 4 |                |                               |                               |                               |  |   |                           |                           |                           |  |    |               |               |               |
|  | 1                          | E1                   | セルティックス      | 4 | セルティックス | 3                             |                               |                               |  |   |                           |                           |                           |  |    |               |               |               |
|  | 1                          |                      |                     |   | セルティックス | 3                             |                               |                               |  |   |                           |                           |                           |  |    |               |               |               |
|  | 8                          | ブルズ               | 0                   |   |                |                               |                               |                               |  |   |                           |                           |                           |  |    |               |               |               |
|  | 8                          | ブルズ               | 0                   |   | 1              | セルティックス                | 4                             |                               |  |   |                           |                           |                           |  |    |               |               |               |
|  |                            |                      |                     |   | 1              | セルティックス                | 4                             |                               |  |   |                           |                           |                           |  |    |               |               |               |
|  |                            | 4                    | ホークス            | 1 |                |                               |                               |                               |  |   |                           |                           |                           |  |    |               |               |               |
|  | 4                          | 4                    | ホークス            | 1 | ホークス       | 3                             |                               |                               |  |   |                           |                           |                           |  |    |               |               |               |
|  | 4                          |                      |                     |   | ホークス       | 3                             |                               |                               |  |   |                           |                           |                           |  |    |               |               |               |
|  | 5                          | ピストンズ           | 1                   |   |                |                               |                               |                               |  |   |                           |                           |                           |  |    |               |               |               |
|  | 5                          | ピストンズ           | 1                   |   |                |                               |                               |                               |  | 1 | セルティックス            | 4                         |                           |  |    |               |               |               |
|  | ウェスタン・カンファレンス |                      |                     |   |                |                               |                               |                               |  | 1 | セルティックス            | 4                         |                           |  |    |               |               |               |
|  |                            | 2                    | バックス            | 0 |                |                               |                               |                               |  |   |                           |                           |                           |  |    |               |               |               |
|  | 3                          | 2                    | バックス            | 0 | 76ers          | 3                             |                               |                               |  |   |                           |                           |                           |  |    |               |               |               |
|  | 3                          |                      |                     |   | 76ers          | 3                             |                               |                               |  |   |                           |                           |                           |  |    |               |               |               |
|  | 6                          | ブレッツ             | 2                   |   |                |                               |                               |                               |  |   |                           |                           |                           |  |    |               |               |               |
|  | 6                          | ブレッツ             | 2                   |   | 3              | 76ers                         | 3                             |                               |  |   |                           |                           |                           |  |    |               |               |               |
|  |                            |                      |                     |   | 3              | 76ers                         | 3                             |                               |  |   |                           |                           |                           |  |    |               |               |               |
|  |                            | 2                    | バックス            | 4 |                |                               |                               |                               |  |   |                           |                           |                           |  |    |               |               |               |
|  | 2                          | 2                    | バックス            | 4 | バックス       | 3                             |                               |                               |  |   |                           |                           |                           |  |    |               |               |               |
|  | 2                          |                      |                     |   | バックス       | 3                             |                               |                               |  |   |                           |                           |                           |  |    |               |               |               |
|  | 7                          | ネッツ               | 0                   |   |                |                               |                               |                               |  |   |                           |                           |                           |  |    |               |               |               |

1980年代も半ばを過ぎ、リーグは完全にマジック・ジョンソン擁するロサンゼルス・レイカーズとラリー・バード擁するボストン・セルティックスの時代となっていた。両雄は過去2年連続でファイナルで激突し、いずれの年も期待に背かない見応えのあるシリーズとなった。そしてこの年もセルティックスは"史上最高のフロントライン"を形成し、リーグトップの67勝を記録すれば、レイカーズも"ショータイム"バスケットに益々磨きを掛け、リーグ最強の得点力を誇るオフェンスで62勝を記録してカンファレンストップの成績を収めた。ファイナルは今年もレイカーズとセルティックスの伝統の一戦になると思われた。
両チームともプレーオフ緒戦は順調な滑り出しだった。レイカーズは1回戦でサンアントニオ・スパーズを3戦3勝でスイープ、セルティックスもシカゴ・ブルズをスイープで撃破した。両チームにとってはいつも通りの1回戦だったが、しかしセルティックスはブルズとのシリーズ第2戦で、ある伝説達成の証人となった。

### God disguised as Michael Jordan
絶対的なエースを手に入れたシカゴ・ブルズは、新シーズンの開幕を3連勝という好調なスタートを切った。しかし3試合目でマイケル・ジョーダンが足を骨折してしまい、長期欠場を強いられる事態となった。以後ブルズはジョーダン欠場中の64試合は21勝43敗と一気に負けが混み始めたが、ジョーダンの怪我はなかなか癒えず、焦るジョーダンにチームはこのシーズンは諦め、ゆっくり休むよう言い聞かせた。しかしそれを良しとしなかったジョーダンは周囲の静止を聞かずに強引に復帰し、3月15日のミルウォーキー・バックス戦に64試合ぶりに出場した。4月にはフル出場できるまでに回復し、シーズン終盤に3連勝を飾ったブルズは30勝52敗でクリーブランド・キャバリアーズを僅か1勝差でかわしてプレーオフに進出した。
1回戦の相手は「史上最強のチーム」とさえ言われたボストン・セルティックス。ジョーダンは臆せず戦い、第1戦を41得点と活躍。そしてボストン・ガーデンで行われた第2戦でジョーダンはNBAキャリア初期における最高のパフォーマンスを見せる。歴史的な試合となった第2戦は淡々と始まった。ジョーダンはいつものように得点を重ね前半こそブルズがリードを守るも、後半になると地力で勝るセルティックスが追い上げ始めた。第4Qに遂に並ばれると、ここからはブルズ対セルティックスからジョーダン対セルティックスの様相を見せ始め、ジョーダンのシュートが次々とゴールに吸い込まれた。シーソーゲームとなった試合は、残り時間6秒で116-114のブルズ2点ビハインドのなか、ジョーダンが電光掲示板がゼロになる直前にシュートを放った。ボールはリムに弾かれ、アリーナに試合終了を告げるブザーが鳴り響いたが、しかし審判はブロックに行ったケビン・マクヘイルのファウルを宣告。ジョーダンは2本のフリースローを決め、試合は延長戦へと突入した。この時点でジョーダンはキャリアハイとなる54得点をあげていた。オーバータイムでもジョーダンはさらに5得点を積み重ねるも、勝ち越しを狙ったジョーダンのシュートは外れ、試合はさらにダブルオーバータイムへと突入した。2度目のオーバータイムへ入ると、このシーズンホームでは無類の強さを誇ったセルティックスが135-131でついにブルズを降した。結局試合は下馬評どおりブルズが敗北し、シリーズも3戦3勝でセルティックスが勝利したが、しかしこのシリーズ、この試合はジョーダンがプレーオフ新記録となる63得点を記録した試合としてNBA史に刻まれた。そしてジョーダンのプレイを間近で見たラリー・バードが試合後に語った言葉が、ジョーダンをこれまでの次元を超えたスーパースターへの道を歩むことを決定付けてしまった。
| 「 | I think it's just God disguise as Michael Jordan. | 」 |

日本では一般的に「あれはマイケル・ジョーダンの姿をした神だった」と訳されている。

### 史上最高のフロントラインvsツインタワー
東をセルティックスが順調に勝ちあがる中、西では大事件が起きた。カンファレンス決勝で、ロサンゼルス・レイカーズが敗退したのである。レイカーズはこの年もウエスタン・カンファレンスの中では頭一つ飛びぬけた成績を収めており、レイカーズが5年連続でファイナルに進出するはずだった。レイカーズを破ったのは過去6年間、ウエスタン・カンファレンスのプレーオフで唯一レイカーズを破ったことのあるチームだった。ヒューストン・ロケッツである。
ロケッツはモーゼス・マローンの移籍後、1983年から2年連続でドラフト1位指名権を獲得し、ラルフ・サンプソンとアキーム・オラジュワンを獲得。223cmのサンプソンと213cmのオラジュワンと驚異の高さを誇るこのコンビは大きな注目を集め、"ツインタワー"と呼ばれた。後にリーグがドラフトにロッタリー制を導入するほどの顰蹙を買ってまで獲得した2人は期待通りの成果をチームにもたらし、オラジュワンが加入した1984-85シーズンにはモーゼス・マローン時代以来の好成績となる48勝を記録、そしてこの年には51勝を記録し、9年ぶりに地区優勝を飾った。カンファレンス2位の勝率だったロケッツはプレーオフも勝ち上がり、カンファレンス決勝でレイカーズと対決。さすがのカリーム・アブドゥル＝ジャバーも2人のセブンフッターを同時に抑えることはできず、第1戦はレイカーズが勝利したものの、続く第2戦からロケッツが4連勝を飾り、レイカーズを降した。5年ぶりのファイナル進出を決めた第5戦ではサンプソンが劇的なブザービーターを決めている。
前回ロケッツがレイカーズを破ってファイナルに進出した時も、相手はセルティックスだった。セルティックスはセドリック・マックスウェルはチームを去ったものの、バードを中心とした核に大きな変化は無かったが、ロケッツにはモーゼス・マローン、ルディ・トムジャノビッチ、カルヴィン・マーフィーらの姿はすでになく、当時のファイナルを知るのはロバート・リードのみとなっていた。ロケッツはツインタワーにルイス・ロイド、ジョン・ルーカス、そして80年代最初の優勝を飾った時のセルティックスを指揮したビル・フィッチがヘッドコーチとして率いる新たな陣容でセルティックスに挑んだ。

#### 第1戦
223cmと213cmがゴール下に居並ぶ姿は確かに壮観だったが、しかしツインタワーの肩翼を担うラルフ・サンプソンは大学時代から「重要な時に消えてしまう」という評価があり、またファウルトラブルに陥り易いという欠点もあった。そして経験豊富なセルティックスが彼の弱点を突かない筈もなく、サンプソンは最初の5分で3ファウルを犯してしまった。あっという間にコートから消えてしまった相棒の穴を埋めるべく、オラジュワンは33得点12リバウンドと奮闘するが、ロバート・パリッシュとケビン・マクヘイルは自由にコート上を走り回り、ラリー・バードは21得点13リバウンド8アシスト4スティールの活躍、セルティックス全体でもFG成功率66%の高確率を記録し、112-100でセルティックスが第1戦を勝利した。

#### 第2戦
第2戦もバードが38得点8リバウンド7アシスト4スティール2ブロックとオールラウンドな活躍を見せ、セルティックスが117-95で完勝した。オラジュワンはバードのプレイに「彼は私がこれまで出会ったなかで最も偉大な選手だ」と畏敬の念を述べた。

#### 第3戦
舞台をヒューストンに移してもバードの好調ぶりは変わらず、25得点15リバウンド11アシスト4スティールのトリプルダブルを達成。試合も第3Qが終わった時点で76-75でセルティックスがリードした。しかし第3戦を迎えてようやくサンプソンが目覚め、24得点22リバウンドの活躍でチームを牽引すると、ロケッツは試合終盤で連続9得点を決め、残り67秒で103-102とついに逆転した。すぐにダニー・エインジのジャンプショットでセルティックスがリードを奪い返すが、ロケッツもミッチェル・ウィギンスのティップショットで再び逆転。最後はロケッツが渾身のディフェンスでパリッシュのアウト・オブ・バウンズを引き出し、ロケッツが106-104でシリーズ1勝目を挙げた。

#### 第4戦
第4戦ではセルティックスのビッグマン、ロバート・パリッシュがツインタワーを抑え込み、自身も22得点10リバウンドを記録。試合はシリーズ一番の接戦となったが、最後はバードのスリーポイントシュートとビル・ウォルトンのオフェンスリバウンドがセルティックスを106-103の勝利に導き、セルティクスが3勝1敗で優勝に王手を掛けた。

#### 第5戦
第5戦はサンプソンとジェリー・シフィティングの乱闘で後味の悪いものとなった。第2Qルーズボールの奪い合いから始まった両者の小競り合いは殴り合いに発展し、サンプソンの拳が制止に入ったデニス・ジョンソンの目を直撃。サンプソンは即刻退場処分となった。ロケッツの大黒柱はまたもや試合途中で消えてしまったが、むしろサンプソンの退場はロケッツに結束と奮起を促し、オラジュワンは32得点14リバウンド8ブロックと大活躍し、111-96でロケッツが勝利。シリーズを2勝3敗とし、崖っぷちで踏みとどまった。

#### 第6戦
サンプソンの乱闘騒ぎはチームの結束を促し、第5戦の勝利に繋がったが、ボストン・ガーデンに移した第6戦ではセルティックスファンの大ブーイングに変わった。ボールに触れる度にブーイングを浴びたサンプソンは最初の7本のシュートをミス。この日のサンプソンは8得点に終わった。一方のバードは第5戦のリベンジに燃え、チームメイトを叱咤しつつ、自らはルーズボールに飛び込んだ。バードは前半だけで16得点8リバウンド8アシストを記録し、試合も55-38と大差をつけた。第4Qには一時30点まで点差が開き、最終スコアは114-97。完勝を収めたセルティックスが2年ぶり16回目の優勝を決めた。シリーズを通して素晴らしい気迫を見せたバードは第6戦でも29得点11リバウンド12アシスト3スティールを記録、シリーズ全体でも24.0得点10.0リバウンド10.0アシストの平均トリプルダブルを叩き出し、自身2度目となるシーズンMVP、ファイナルMVPの同時受賞を果たした。
史上最高のフロントラインを従え、シーズンはホーム戦最高勝率となる40勝1敗を記録し、プレーオフでは80年代に入って3度目の優勝を決めたセルティックスは、今正に絶頂期を迎えていた。翌シーズンもファイナルに進出したセルティックスは、80年代最後となる宿敵との対決を迎える。
一方ファイナルの大舞台で失態を演じたラルフ・サンプソンは1987年にはロケッツを離れてしまい、ツインタワーは僅か3年で崩壊してしまう。シングルタワーとなったオラジュワンはその後もロケッツを支え続けるが、彼にも悩める日々が続くこととなる。ロケッツが次にファイナルの舞台に立つのは8年後の1994年のことである。

#### 結果
ボストン・セルティックス 4-2 ヒューストン・ロケッツ　　ファイナルMVP：ラリー・バード
|       | 日付    | ホーム         | スコア  | ロード         |
| ----- | ------- | -------------- | ------- | -------------- |
| 第1戦 | 5月26日 | セルティックス | 112-100 | ロケッツ       |
| 第2戦 | 5月29日 | セルティックス | 117-95  | ロケッツ       |
| 第3戦 | 6月1日  | ロケッツ       | 106-104 | セルティックス |
| 第4戦 | 6月3日  | ロケッツ       | 103-106 | セルティックス |
| 第5戦 | 6月5日  | ロケッツ       | 111-96  | セルティックス |
| 第6戦 | 6月8日  | セルティックス | 114-97  | ロケッツ       |

## ラストシーズン
- ボブ・マカドゥー　（1972-86）　バッファロー・ブレーブスの短い黄金期を築き、MVPも受賞したが、人々の記憶にはロサンゼルス・レイカーズ時代の名バックアッププレイヤーとして残った。ラストシーズンをフィラデルフィア・76ersで過ごして後、シーズン終了後にはイタリアに渡ってプレイを続けた。当時アメリカからやって来た最高の選手として、ユーロリーグ史上の偉大な50人の貢献者にも選ばれている。
- ジョージ・ガービン　（1972-85）　ABA出身のスター選手であり、長年サンアントニオ・スパーズを支え続けたが、チームの衰えと共に自身もキャリア終盤を迎え、ラストシーズンにシカゴ・ブルズにトレードされた。引退後もサンアントニオに居を構え、慈善活動を通して地域に貢献した。
- ミッキー・ジョンソン　（1974-85）　引退後はコーチ職に転向。
- ジャマール・ウィルクス　（1974-85）　シーズン前にボブ・マカドゥーと共に長年過ごしたレイカーズから放出され、ラストシーズンはロサンゼルス・クリッパーズで過ごした。引退後はビジネスマンとして成功した。
- ボビー・ジョーンズ　（1974-85）　ディフェンスの名手としてフィラデルフィア・76ersの優勝に貢献。彼の引退は76ersの衰退の始まりでもあった。チャールズ・バークレーは「世界中の人間が彼のようだったら世界には何の問題も起こらないのに」と語った。
- ミッチ・カプチャック　（1974-85）　ワシントン・ブレッツ時代とレイカーズ時代に計3回の優勝を経験。引退後はジェネラル・マネージャーとなり、2000年代のレイカーズでカール・マローンやゲイリー・ペイトンの獲得、シャキール・オニールのトレードなど、大きな人事を行った。
- ロニー・シェルトン　（1976-85）
- マイケル・レイ・リチャードソン　（1978-85）　過去1度のアシスト王、3度のスティール王に輝いた。NBAを離れてからは独立リーグに下り、現役引退後はコーチ職に転向した。